# Herminia Brumana

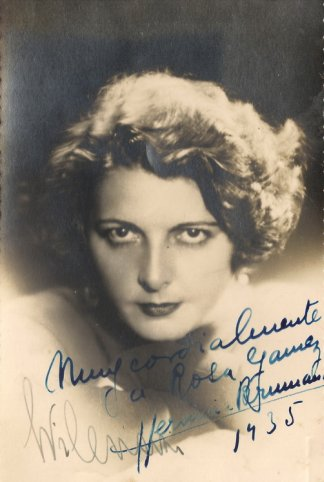
Herminia Brumana

Herminia Catalina Brumana (12 tháng 9 năm, Pigüé, Argentina - 9 tháng 1 năm, Buenos Aires, Argentina) là một nhà giáo, nhà báo, nhà soạn sách, biên kịch, hoạt động nhân quyền và phổ biến chủ nghĩa vô chính phủ người Argentine. Cô viết chín quyển sách và mười một vở kịch, ba trong số chúng được xuất bản. Cô viết cho Mundo Argentino, El Hogar và La Nación, cùng với một số tạp chí xuất bản định kỳ khác. Là một người sôi nổi theo theo chủ nghĩa xã hội và chủ nghĩa vô chính phủ, cô được xem như là một đồ đệ của Rafael Barrett.

## Các tác phẩm

### Văn xuôi
- Palabritas, 1918.
- Cabezas de mujeres, 1923
- Mosaico, 1929
- La grúa, 1931
- Tizas de colores, 1932
- Cartas a las mujeres argentinas, 1936
- Nuestro Hombre, 1939
- Me llamo niebla, 1946
- A Buenos Aires le falta una calle, 1953

### Kịch
- La protagonista olvidada, 1933